# Pirenópolis
Pirenópolis, amtlich portugiesisch Município de Pirenópolis, ist eine brasilianische Kleinstadt im Bundesstaat Goiás. Mit ihrem denkmalgeschützten historischen Zentrum ist sie ein häufiges Ziel von Touristen. Die Bevölkerung wurde zum 1. Juli 2021 auf 25.218 Einwohner geschätzt, die auf einer großen Gemeindefläche von rund 2200,4 km² leben.

## Geographie
Pirenópolis befindet sich zwischen den folgenden Städten: Vila Propício im Norden, Cocalzinho de Goiás, Corumbá de Goiás und Abadiânia im Osten, Anápolis im Süden und São Francisco de Goiás im Westen. Die Stadt ist etwa 150 km von Brasília und 120 km von Goiânia entfernt.

### Klima
Das Klima ist feucht und subtropisch. Es gibt vor allem zwei Jahreszeiten: Die Saison von April bis September ist trocken, von Oktober bis März regnet es viel.

### Vegetation
Das Biom ist brasilianischer Cerrado.

## Geschichte

### Vorgeschichte: Indianische Stämme
Ganz Brasilien und natürlich auch Goiás ist stark durch die Kultur der verschiedenen indigenen Stämme geprägt. Im Bundesstaat Goiás war es vor allem der Stamm der Goyaz, der dem Staat seinen heutigen Namen gab. Außer den Goiá wohnten in der Gegend die Caiapós, Acroás, Bororos, Karajás, Xavantes, Xerentes und Xacriabás. Die meisten von ihnen waren halbnomadisch, d. h., sie blieben nur kurze Zeit an einem Ort, wo sie Zelte aus Holz und Bananenblättern errichteten und Maniok anbauten, bevor sie schließlich weiterzogen.
Nach der Eroberung durch die Portugiesen gab es zwischen Weißen und indianischen Stämmen viele Kämpfe mit großen Blutbädern und Konflikte, in denen Tausende von Menschen auf beiden Seiten, vor allem jedoch unter den Indianern umkamen. Die Weißen setzten sich durch und unterdrückten die indianischen Stämme fortan massiv.

### Erste Phase: Goldzyklus (1727 bis 1800)
Minas de Nossa Senhora do Rosário de Meia Ponte, der erste Name der im Jahre 1727 gegründeten Stadt Pirenópolis, erinnert zum einen an deren Ursprünge, nämlich den Abbau der damals von Amaro Leite entdeckten Goldlagerstätten. Zum anderen erinnert der Name an die erste, von 1728 bis 1732 gebaute Kirche Nossa Senhora do Rosário. Zeitweise war sie die größte Kirche im Mittleren Osten Brasiliens. Die meisten Bergleute zogen aus dem Norden von Portugal und aus Galicien zu. Die Bergbausiedlung erhielt 1736 den Status eines Arraial (Flecken), danach den einer Freguesia und schließlich den eines Sede de Julgado (Gerichtsbezirk).
Die Stadt und seine Bevölkerung entwickelten sich stetig weiter, der Goldabbau florierte und um 1750 wurden vier neue Kirchen gebaut: Igreja Nossa Senhora do Rosário dos Pretos, Igreja do Nosso Senhor do Bonfim, Igreja Nossa Senhora do Carmo und Igreja de Nossa Senhora da Boa Morte da Lapa. Einige von ihnen existieren noch heute. Das Gebäude, in dem sich das Rathaus und das Gefängnis befanden (A Casa da Câmara e Cadeia), wurde 1733 errichtet, 1919 jedoch komplett demoliert.
Im Jahr 1800 waren die Goldadern erschöpft, und die Agrarwirtschaft ersetzte den Bergbau als Haupterwerb.

### Zweite Phase: Agrarwirtschaft und Handel (1800 bis 1851)
Ab 1800 wurde vor allem der Handel von Maultieren, Zuckerrohr und Baumwolle intensiviert, wobei vor allem die Textilindustrie aus Großbritannien sich für die Baumwolle der Region interessierte. Zu dieser Zeit entstand auch die Farm Babilônia (Fazenda Babilônia). Sie ist heutzutage eine bekannte Touristen-Attraktion in Pirenópolis.
Im Jahr 1819 fand die erste Feier des göttlichen und ewigen Vaters (Festa do Divino Espírito Santo) statt. 1826 war der Anfang der Ritterspiele Cavalhadas de Pirenópolis. Hier wurde der Ort als Vila de Meya Ponte, in heutiger Schreibung Vila de Meia Ponte, bezeichnet.
1830 veröffentlichte der Komtur Joaquim Alves de Oliveira (1770–1851) die Matutina Meiapontense, die erste Zeitung im mittleren Osten von Brasilien. Sie war zudem das erste offizielle Presseorgan für die brasilianischen Provinzen Goiás und Mato Grosso. Die Zeitung existierte von 1830 bis 1834 und war für die Gegend von großer Bedeutung.
Die Wirtschaftskraft der Region ließ ab Mitte des 19. Jahrhunderts stark nach, im Gegenzug wurde der Handel in Santana das Antas (heute Anápolis) deutlich stärker.
Ab 1853 wechselte der Ort seinen Status und hieß nun Cidade de Meia Ponte.
Bernard Amblard D’Arena startete 1880 einen erneuten Versuch des Goldabbaus und baute im Mittelgebirge Serra dos Pirineus (Abade) eine Mine, die unter der Bevölkerung jedoch auf Widerstand stieß. Nach sieben Jahren wurde die Mine von zwei Dutzend Männern der Stadt Meia Ponte zerstört.

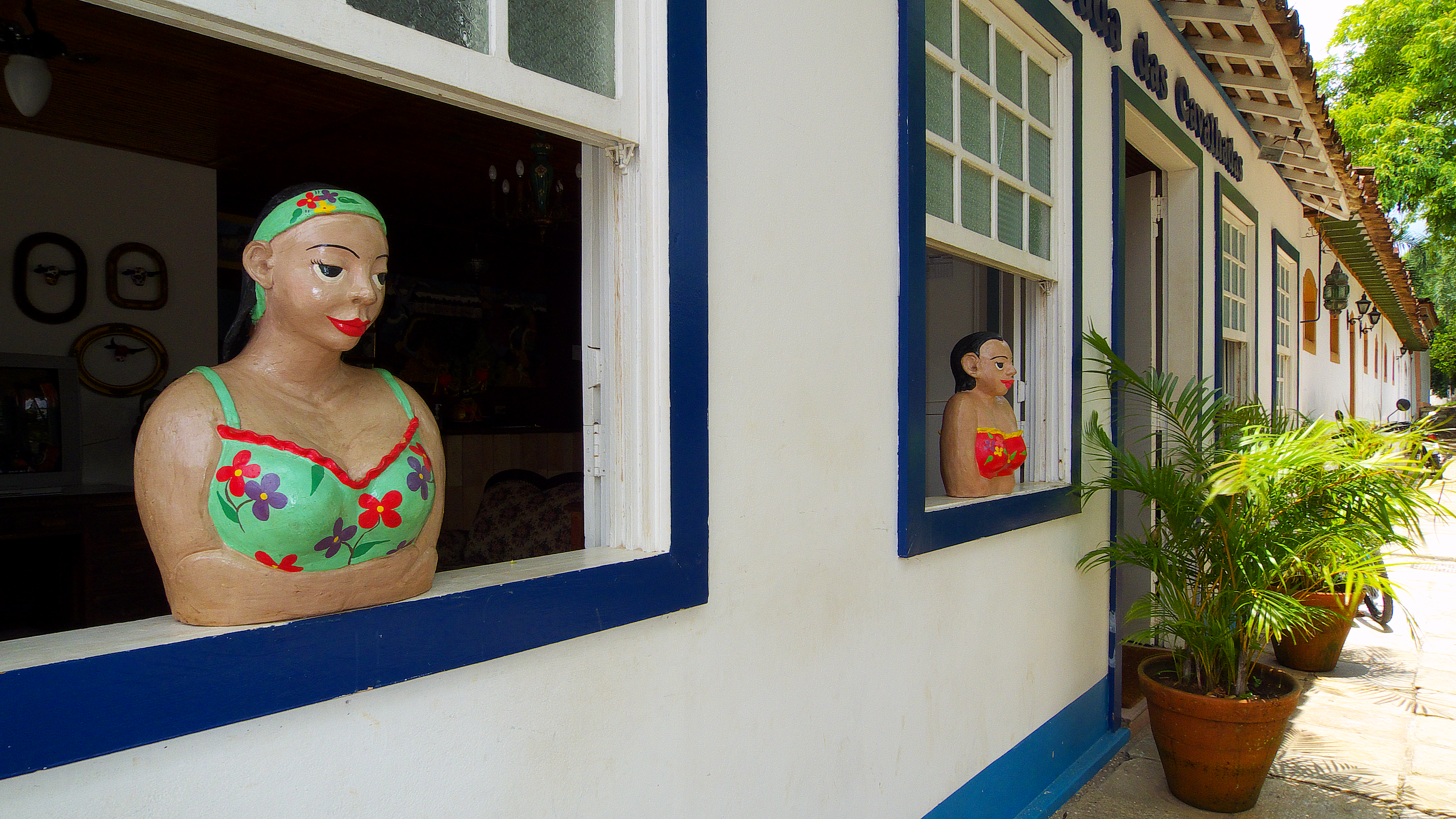
Gebastelte Puppen in einer Pousada in Pirenópolis

### Dritte Phase: Isolierung und Kunst (1890 bis 1946)

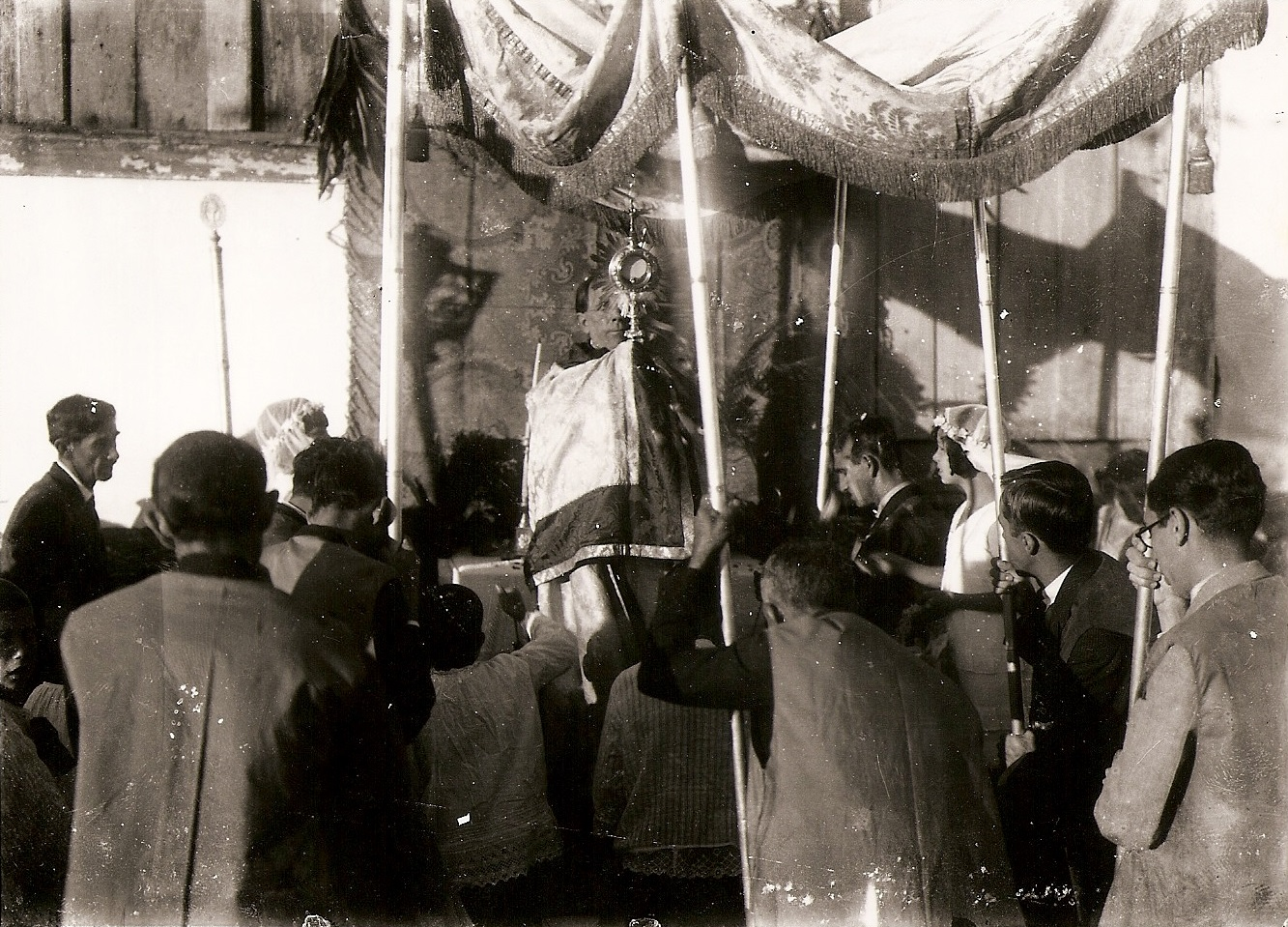
Typische Leib-Christi-Prozession von Pirenópolis im Jahr 1930, veranstaltet von der Bruderschaft des Allerheiligsten der Hauptkirche Igreja Matriz de Nossa Senhora do Rosário.

Weil Anápolis inzwischen Handelszentrum war, war die Cidade de Meia Ponte um 1890 wirtschaftlich isoliert. Um die Stadt wieder attraktiver zu machen, wurde der Name der Stadt in diesem Jahr zu Pirenópolis geändert. Die Idee war, dass Pirenópolis ein Ort für kulturelle Feste, Spektakel und Aktivitäten sein sollte. So wurde 1899 auch ein Theater gebaut und trug erheblich dazu bei, dass Teile der Stadt ab 1924 über Elektrizität verfügte. Es wurde später, 1936, durch das Cine Pireneus, einen Art-déco-Bau, ersetzt.
1930 begann man den Bau von Goiânia (Hauptstadt des Bundeslandes Goiás). Die Bautätigkeiten waren ein Segen für die Wirtschaft von Pirenópolis, weil die Steine (Quarzit) aus Pirenópolis kamen. So schritt die Modernisierung fort und 1937 wurde ein Kraftwerk gebaut, das die gesamte Stadt mit Strom versorgen konnte.
1946 wurde eine neue Brücke (Die Brücke über dem Fluss der Seelen) gebaut, da die alte Holzbrücke von 1941 kaputt war.

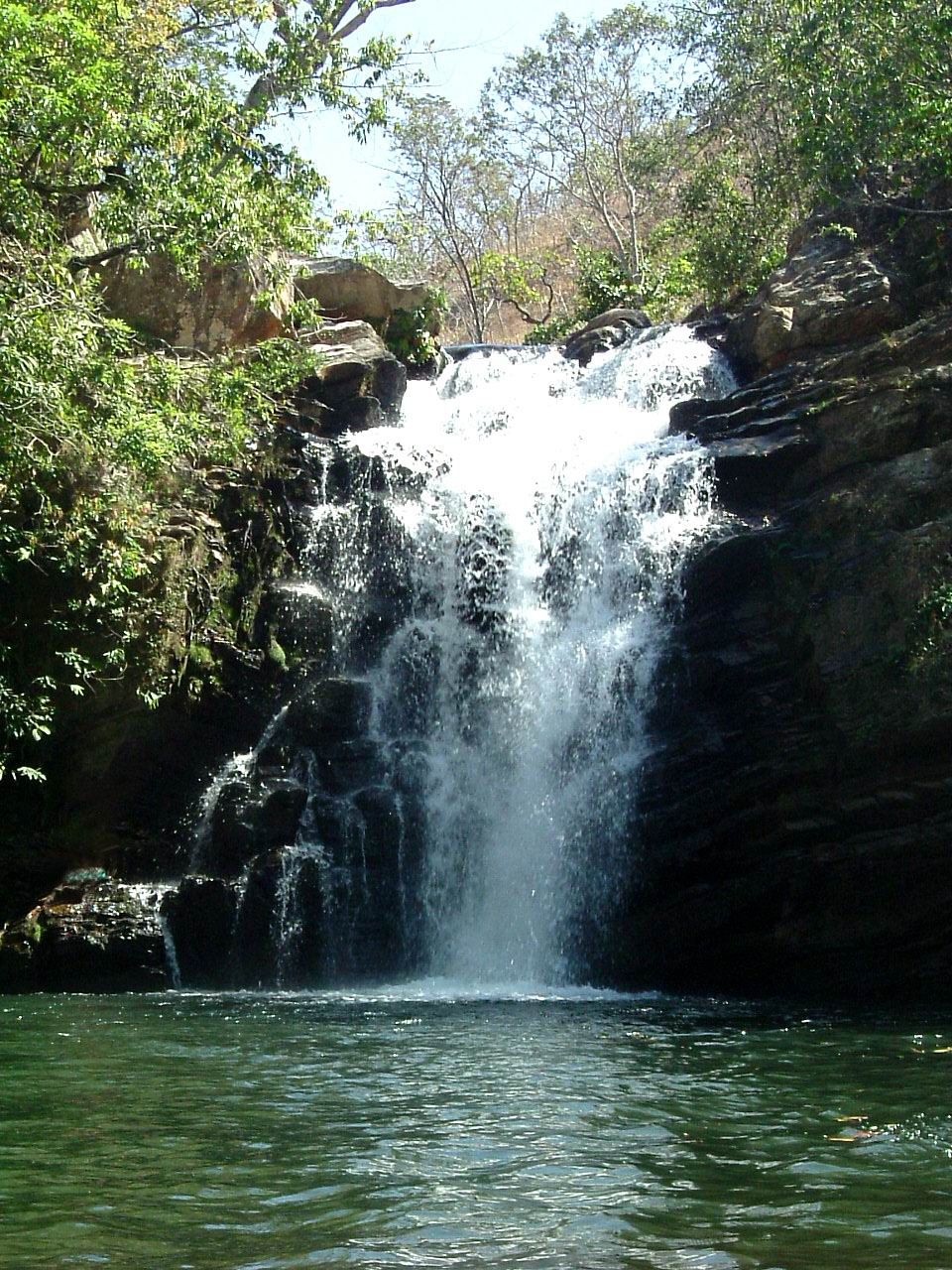
Wasserfall bei der Reserva Ecológica Vargem Grande in Pirenópolis.

### Vierte Phase: Steinabbau und Tourismus (1960 bis heute)
Der Handel mit Steinen aus Pirenópolis florierte im Jahr 1960, vor allem auch durch die Errichtung von Brasília. In diesen Jahren wurde verstärkt Steinasphalt genutzt, ein Asphalt, der aus Steinstückchen gemacht wird. Mit Hilfe von Asphalt entstanden 1980 auch die ersten Verkehrsanbindungen an andere Städte wie Goiânia (Autobahn GO-431, heute BR-153), die wiederum Fremde, damals vor allem Hippies anlockten, die alternative Kommunen bildeten und Kunsthandwerk verkauften.
Seitdem ist die Stadt eine der bekanntesten touristischen Städte im Mittelwesten Brasiliens. Alte Gebäude wurden renoviert, viele Hotels und Pensionen entstanden und Naturattraktionen (wie z. B.: Wasserfälle) wurden touristisch vermarktet. In der Serra do Pireneus (Pyrenäengebirge) wurde 1987 das Naturschutzgebiet Parque Estadual da Serra dos Pireneus eingerichtet. Sein höchster Punkt, der 20 km entfernt liegende Pico dos Pireneus, ist wegen seiner schönen Aussicht ein beliebtes Ausflugsziel. Beim ersten Vollmond im Juli findet auf diesem Gipfel das Mondfest statt, bei dem die Einwohner Taufen vornehmen und Versprechen einlösen, die sie ihren Heiligen gegeben haben.
Bekannt ist Pirenópolis auch für seine über 70 Ateliers von Silberschmieden, es bildet damit Brasiliens größtes Zentrum für den Verkauf von Kunsthandwerk aus Silber.

## Kommunalpolitik
Bei der Kommunalwahl 2020 wurde Nivaldo Melo von den Progressistas (PP) für die Amtszeit von 2021 bis 2024 zum Stadtpräfekten (Bürgermeister) gewählt.
Die Legislative liegt bei einem Stadtrat, der Câmara Municipal, aus 11 gewählten Abgeordneten, den vereadores.

## Wirtschaft
Die Wirtschaft der Stadt besteht hauptsächlich aus Agrarwirtschaft, Tourismus, Dienstleistungen und kleinen Industrien (Essen, Textilien u. a.).
Die häufigsten Anbaupflanzen: Reis, Bananen, Kaffee, Orangen, Limette, Sojabohnen, Tomaten, Ananas, Maniok, Mais u. a.

## Bildung
In der Stadt gibt es 34 Schulen mit etwa 6000 Schüler(inne)n und 228 Lehrer(inne)n. Die Alphabetisierungsrate lag im Jahr 2000 bei 84,4 % (Brasilien insgesamt: 86,4 %).

## Gesundheit
Es gibt 3 Krankenhäuser und 12 Ambulatorien, in denen insgesamt 55 Ärzte, 8 Krankenschwestern und 5 Zahnärzte (2002) arbeiten.

## Persönlichkeiten
- Raiza Goulão (* 1991), Mountainbikerin